# Ctenopelmatinae
Ctenopelmoidae, Mesoleiinae, Scolobatinae
Sous-famille
Synonymes
- Ctenopelmoidae
- Mesoleiinae
- Scolobatinae

Les Ctenopelmatinae forment une sous-famille d'insectes hyménoptères de la famille des Ichneumonidae. 

## Classification
La sous-famille Ctenopelmatinae est décrite Arnold Förster en 1869,.

## Liste des tribus
Ctenopelmatini - 
Euryproctini - 
Mesoleiini - 
Olethrodotini - 
Perilissini - 
Pionini - 
Scolobatini

### Publication originale
- (de) Aanold Förster, Synopsis der Familien und Gattungen der Ichneumonen, vol. 25 (1868), coll. « Verhandlungen des Naturhistorischen Vereins der Preussischen Rheinlande und Westfalens », 1869, 135–221 p.